# Giuseppe Aquaro
Giuseppe Aquaro (* 21. Mai 1983 in Baden/Schweiz) ist ein italienischer Fußballspieler.

## Karriere
Giuseppe Aquaro lancierte seine Karriere 2002 bei US Foggia. Dann wechselte er mit Abständen von jeweils einem Jahr zur AS Melfi (2003/04) und später zu Chievo Verona (2004/05). 2005 dann erstmals der Wechsel in die Schweiz. Dort begann er bei der AC Bellinzona und kickte dort bis 2007. Danach wechselte Aquaro für ein Jahr zum FC Vaduz, ehe er von 2008 bis 2010 beim FC Aarau spielte. Im Juli 2010 unterschrieb er einen Vertrag beim bulgarischen Erstligisten ZSKA Sofia, von wo aus er nach nur einem Jahr in die deutsche Zweite Liga wechselte – am 30. Juni 2011 unterschrieb er einen Zweijahresvertrag beim Karlsruher SC. Am 31. August 2012, dem letzten Tag der Sommertransferperiode 2012/13, wechselte er zum griechischen Erstligaabsteiger Panetolikos Agrinio.